# Museo prefetturale d'arte di Fukuoka
Il Museo prefetturale d'arte di Fukuoka   (福岡県立美術館?, Fukuoka kenritsu bijutsukan) è un museo di Fukuoka, in Giappone, aperto nel 1985. La collezione si concentra sugli artisti della Prefettura di Fukuoka e più genericamente dell'isola di Kyūshū, e include opere di Koga Harue. Il precursore del museo, la Sala della Cultura della Prefettura di Fukuoka, che univa museo d'arte e biblioteca, è stata inaugurata il 3 novembre 1964.